# Train of Thought (album de Dream Theater)
Cet article concerne l'album de Dream Theater. Pour l'album de Reflection Eternal, voir Train of Thought.
Pour les articles homonymes, voir Train of Thought.
Albums de Dream Theater
Six Degrees Of Inner Turbulence
(2002) Live at Budokan
(2004)
Train of Thought est le septième album du groupe de metal progressif Dream Theater sortie le 11 novembre 2003 sur le label Elektra.
Cet album est different des précédents du groupe, étant plus lourd et agressif. Sur Train of Thought, Dream Theater explore de nouveaux terrains. Certains fans ont été déçus par cet album à cause de ce changement de son, trouvant que l’album ne ressemble pas à leur précédents. Cependant, certains ont au contraire apprécié l'innovation du groupe. Lors d’une interview sur l'album Six Degrees Of Inner Turbulence, Mike Portnoy, batteur du groupe, avait annoncé un changement de style sur Train of Thought. Sur cet album, This Dying Soul est probablement la chanson la plus lyrique et qui se rapproche le plus des anciens albums. À l'inverse de chansons comme Honor Thy Father résolument plus métal (sur ce morceau, Dream Theater revendique l'influence du groupe Mudvayne). Il est sorti le 11 novembre 2003 chez Elektra (couverture Jerry Uelsmann).

## Liste des chansons
| No | Titre                                                                 | Paroles        | Musique                                           | Durée               |
| -- | --------------------------------------------------------------------- | -------------- | ------------------------------------------------- | ------------------- |
| 1. | As I Am                                                               | John Petrucci  | Petrucci, John Myung, Jordan Rudess, Mike Portnoy | 7:47                |
| 2. | This Dying Soul - IV. Reflections of Reality (Revisited) - V. Release | Portnoy        | Petrucci, Myung, Rudess, Portnoy                  | 11:28 - 6:31 - 4:57 |
| 3. | Endless Sacrifice                                                     | Petrucci       | Petrucci, Myung, Rudess, Portnoy                  | 11:23               |
| 4. | Honor Thy Father                                                      | Portnoy        | Petrucci, Myung, Rudess, Portnoy                  | 10:14               |
| 5. | Vacant                                                                | James LaBrie   | Myung, Rudess                                     | 2:57                |
| 6. | Stream of Consciousness                                               | (instrumental) | Petrucci, Myung, Rudess, Portnoy                  | 11:16               |
| 7. | In the Name of God                                                    | Petrucci       | Petrucci, Myung, Rudess, Portnoy                  | 14:14               |